# Augusta Luzzato Dina
Augusta Luzzatto Dina in Buzzaccarini, nota anche col nome d'arte di Galastena (Padova, 22 giugno 1898 – Padova, 19 aprile 1989), è stata una poetessa, scultrice e filantropa italiana.
In suo onore è stato denominato l'omonimo palazzo storico sito a Padova, prima sua dimora e oggi sede del dipartimento di scienze storiche, geografiche e dell'antichità dell'Università di Padova.

## Biografia
Augusta Luzzatto (o Luzzato) Dina nacque a Padova nel 1898 in una delle famiglie ebraiche più ricche di quel periodo. Il padre, Giacomo Luzzatto Dina (1860-1922), fu importante viticoltore e allevatore, eletto nel 1919 a presidente della Cattedra ambulante di agricoltura. A questa attività la famiglia dovette parte delle sue ricchezze, ma contribuirono ad incrementarle anche i buoni investimenti immobiliari di Giacomo e un'ottima gestione del patrimonio fondiario. Augusta era l'ultima di quattro sorelle: Emilia (1889-1941), Teresa (1891-1912) ed Enrichetta (1892-1915). Tutte le figlie di Giacomo e Giulia Ramez sin da bambine ebbero la possibilità di seguire lezioni di musica, pittura e lingue. Il francese in particolare fu una delle lingue cui Augusta rimase particolarmente legata e, a testimonianza di questo legame, vi sono alcune poesie che lei scrisse in lingua francese, tra cui si ricorda La Route, scritta nel 1952 durante una crisi dovuta a una malattia. Scrisse pensando al figlio Galeazzo, morto poco prima, nel 1946. Quello del figlio non fu però l'unico lutto che segnò la vita della marchesa, poiché in giovinezza perse anche le sorelle Teresa ed Enrichetta, che morirono giovanissime di tisi. Qualche anno dopo, nel 1922 morirono entrambi i genitori, lasciando Augusta sola con la sorella Emilia, alla quale si legò intimamente.
Anche Emilia, tuttavia, venne purtroppo a mancare nel 1941 e nel 1945 morì, in un incidente stradale, anche il figlio di quest'ultima, Giovanni Jonoch.
Avvenne però che in quegli stessi anni la marchesa conobbe l'ultimogenito di una delle più antiche famiglie d'Italia: Antonio de Buzzaccarini, il cui padre, Pietro, era antisemita per tradizione, caratteristica che non fu vista di buon occhio dalla sorella Emilia, la quale si oppose con tutte le sue forze al matrimonio tra i due.
Augusta e Pietro si sposarono comunque il 4 aprile del 1923  e la coppia si trasferì in via del Vescovado, nella casa, già possedimento della famiglia Selvatico Estense, costruita nel 1557 da Andrea da Valle. In seguito al matrimonio, Augusta assume il titolo di Marchesa de Buzzaccarini. Il 16 gennaio 1926  nacque Pier Galeazzo, unico figlio della coppia, che morì a vent'anni, a Cortina, il 22 agosto del 1946, per una forma fulminante di polmonite.
Nel 1938 Mussolini promulgò le leggi razziali, ma i Buzzaccarini erano convinti che queste non li avrebbero toccati, perché facenti parte di una delle famiglie più rispettate di Padova. Tuttavia nell'ottobre del 1943 il prefetto di Padova informò la marchesa che il giorno seguente sarebbero venuti a prelevare sia lei che il figlio. Questo le permise di fuggire in tempo e nascondersi in Chianti, da una cugina, per poi essere costretta a spostarsi nuovamente in Brianza, nel castello di Carimate, dove viveva la baronessa Bice insieme alle sue quattro figlie.
Alla fine della guerra e dopo la morte del figlio, Augusta tornò a Padova, dove trascorse gli ultimi anni della sua vita, accudita dalla nipote Vittoria, morendo il 19 aprile 1989. Fu sepolta nella cappella della famiglia Buzzaccarini nel cimitero di Monselice, nel quale vennero sepolti anche il marito e il figlio. Alla sua morte la marchesa lasciò all'Università di Padova il palazzo in cui aveva vissuto, che divenne sede del dipartimento di scienze storiche, geografiche e dell'antichità e della biblioteca di storia.

## Opere
Dopo la tragica  morte del figlio, Augusta sentì l'esigenza di ritrovare il suo unigenito in qualche fittizia forma, così nel 1948 seguì, per un periodo non particolarmente lungo, le lezioni di scultura di Paolo Boldrin, fascista, il quale però non piacque particolarmente alla marchesa, motivo per cui smise di frequentare lo studio e si trasferì a Roma, a Villa Massimo, nell'atelier di Emilio Greco, del quale divenne allieva e con il quale strinse anche un rapporto d'amicizia. Grazie agli insegnamenti di Greco, la marchesa nel 1949 scolpì il ritratto di Galeazzo, un bronzo che venne collocato nell'ambulatorio dell'Ordine di Malta, noto anche come “ambulatorio Buzzaccarini”, dedicato al figlio e aperto nel 1950. Augusta da scultrice si ‘regalò' anche un nome d'arte: Galastena, nome che rimanda alle galassie e alle prime lettere del nome di Galeazzo. Scelse di realizzare le sue opere con materiali come bronzo, terracotta, pietra e gesso e nello scolpire ritrovò la sua giovinezza e quella del figlio. Un soggetto a lei gradito sarà, anche per affinità con la sua storia personale, quello della Madonna, anche lei una madre alla quale morì l'unico figlio, e nel raffigurare l'immagine della Vergine che stringe al petto il figlio, Galastena riportò anche il suo dolore.
Opera di questo genere tra le più famose è La Madonna con Bambino e san Giuseppe, in terracotta patinata in oro e a grandezza naturale, realizzata per l'istituto Marianum a Padova e posta nella cappella del presbiterio. A lei si deve anche un altorilievo in bronzo della Madonna che allatta il Bambino, oggi conservato all'Ospizio di Santa Marta di Città del Vaticano. Tra gli anni cinquanta e settanta realizzò anche alcune opere per l'Università di Padova, divenendo la ritrattista ufficiale dell'ateneo e realizzando per quest'ultimo delle effigi dei suoi professori, tra cui si ricorda il busto di Arturo Cronia, oggi posto nella Basilica del Bo; quello di Carlo Diano e Luigi Stefanini, entrambi al Liviano; e infine quello del rettore Giuseppe Gola. Sempre per l'Università realizzò 14 pannelli in bronzo raffiguranti la Via Crucis, collocati nella Cappella della Clinica Ostetrica dell'ateneo.
Nel 1952 la malattia la costrinse a letto e questo la porterà a temere di non poter più scolpire. Ma la marchesa, senza perdersi d'animo, in quel frangente si dedicò alla composizione di poesie, scritte in italiano e in francese. Scrisse però di nascosto, chiusa nella sua camera, e realizzò componimenti brevi, simili agli haiku giapponesi, in cui fittiziamente racconta a Galeazzo le sue emozioni. Tra le varie composizioni si ricordano la già citata Route, Il Pleut, Ancora Tormenta e Sabbie.
Le sue poesie non saranno pubblicate in vita, ma nel 2009 verranno raccolte in un volume dal titolo Parole scolpite, edito da Nova Charta, Casa Editrice veneta fondata e diretta da Vittoria de Buzzaccarini, nipote della marchesa.
Galastena però si renderà presto conto che scrivere non le basta e così tornerà a scolpire. Nel 1958 espose le sue opere alle Biennali Trivenete, alle mostre della gallerie La Cupola di Padova, alle Biennali d'Arte Sacra di Bologna, alle Mostre Internazionali del Bronzetto nella Sala della Regione di Padova e al Salon International d'Art Sacré nel Musée d'Art Moderne di Parigi. Nel 1965, inoltre, donò al papa Paolo VI uno dei suoi tre bronzi, oggi ai Musei Vaticani, ispirati al Concilio Ecumenico Vaticano II. Oltre il sacro, però, Galastena nelle sue opere mostra anche il profano, e ne sono testimonianza capolavori come Uccelli di Fuoco, ispirati alla musica di Stravinsky, due bronzetti nei quali volle riportare nella composizione la terza e la quarta dimensione; e l'opera Il Mondo, composto da figure abbracciate.
Galastena smise di scolpire negli anni settanta, perché anziana e stanca e in seguito anche perché sopraffatta dal dolore della perdita del marito Antonio, deceduto il 30 giugno 1983. Negli anni di lei parleranno critici come Guido Perocco, il quale scrisse: «Tutte le opere compiute [...] da Augusta de Buzzaccarini hanno un'ispirazione più larga di quella che sorge dalla materia, dalla forma e dallo stile: esse vogliono collocarsi più in alto, andare più in là; creare, in una parola, per un'altra persona che è sempre vicina e respira assieme. [...]  Augusta de Buzzaccarini [...] ha creato una mole non comune di lavoro con il fervore di un imperativo categorico che talvolta perfino disperde e sembra che sprechi, pur di creare in un singolare stato di grazia che risponde invece in ultima analisi ad un colloquio necessario».